# Horse Money
Horse Money (portugiesischer Originaltitel: „Cavalo Dinheiro“) ist ein Filmdrama des portugiesischen Regisseurs Pedro Costa aus dem Jahr 2014.
Der prämierte, überwiegend schwarzweiße Film trägt Züge einer Milieustudie und spielt im Fontainhas-Viertel (in Venda Nova im Großraum Lissabon, später abgerissen), wo Regisseur Costa bereits seine Fontaínhas-Trilogie drehte (1997 Haut und Knochen, 2000 In Vandas Zimmer und 2005 Jugend voran!) und auch seinen folgenden Film dort ansiedelte, Vitalina Varela (2019), mit der namensgebenden Vitalina Varela in der Hauptrolle. Die kapverdische Laienschauspielerin, die er ebenso wie die übrigen Laiendarsteller für Horse Money dort entdeckte, sprechen hier meist Kapverdisches Kreol, eine Portugiesisch basierte Kreolsprache von den Kapverdischen Inseln, 1445 von den Portugiesen entdeckt und besiedelt und bis 1975 portugiesische Kolonie. Auch die Filmmusik ist kapverdisch geprägt und stammt von alten Aufnahmen der Gruppe Os Tubarões, die von 1976 bis 1994 aufnahm und in Portugal die vielfältige kapverdische Musik einem breiten Publikum bekannt machte.

## Handlung
Am Morgen des 25. April 1974 beginnen in Lissabon junge Hauptmänner der Portugiesischen Streitkräfte die tiefgreifende Nelkenrevolution, die das Ende der Estado Novo-Diktatur in Portugal und die Unabhängigkeit der portugiesischen Überseeprovinzen einläutet.
Währenddessen sucht eine Gruppe der überwiegend kapverdischen Bevölkerung des Armenviertels Fontainhas ihren Nachbarn Ventura. Der von seinen Traumata und Geistern verfolgte Ventura ist in den nahen Wald gegangen und hat sich dort verlaufen.

## Rezeption
Der Film feierte am 13. August 2014 beim Locarno Film Festival Premiere und lief im gleichen Jahr auf einer Vielzahl weiterer internationaler Filmfestivals, darunter in Kanada das Toronto International Film Festival, das Festival du Nouveau Cinéma de Montréal und das Vancouver International Film Festival, das brasilianische Festival do Rio, in den USA das New York Film Festival und das Virginia Film Festival, die englischen Festivals London Film Festival und Leeds International Film Festival, das Golden Horse Film Festival in Taiwan oder auch  das Festival Internacional de Cine de Mar del Plata in Argentinien. 2015 und 2016 trat er auf einer Vielzahl weiterer Festivals weltweit an. Er erhielt dabei auch eine Reihe Auszeichnungen, darunter in Locarno den Preis für die beste Regie und den Don-Quixote-Preis, eine besondere Erwähnung für die Kamera beim argentinischen Mar del Plata, und den ARRI/Osram Award für den besten internationalen Film beim Filmfest München 2015.
Die Kritik lobte den Film, insbesondere für die Kamera, die Schauspieler und die im Zusammenspiel entstandene besondere, dunkle Atmosphäre.

„Damit schreibt er seine Fontainhas-Filme fort, wobei er die digitale Technik zur Modellierung eines geisterhaft-überzeitlichen Raums nutzt. Mit seiner diskontinuierlichen Erzählung, dem pointierten Einsatz von Licht und Dunkelheit sowie der intensiven Präsenz der Darsteller errichtet der Film eine düster-schöne erinnerungspolitische Schattenwelt.“

„An diesem Film hinreißend verführerisch ist nicht seine Geschichte, sind nicht in seine Figuren, sondern sein Blick: Ventura durchquert den Film, als wenn er abstiege in die Abgründe der Erde, des Irrsinns, einer archaischen Angst, undefinierbar, halluzinierend. […] Einer der besten Filme des Jahres. (Original: O que há neste filme de arrebatadoramente sedutor não é uma história, não são personagens, é uma visão – Ventura a atravessar um filme como se descesse para as profundezas da Terra, da loucura, de um pânico antigo, indefinível, alucinado. […] Um dos melhores filmes do ano.)“

Cavalo Dinheiro erschien 2016 mit umfangreichem Bonusmaterial als DVD bei Midas Filmes, in einer Standard-Ausgabe und in einer Box mit einem Begleitbuch. Auch in anderen Ländern erschien Horse Money als DVD, u. a. 2018 in Deutschland bei Media Target Distribution.